# Cistierna (Gerichtsbezirk)
Der Gerichtsbezirk Cistierna ist einer der sieben Gerichtsbezirke in der Provinz León.
Der Bezirk umfasst 16 Gemeinden auf einer Fläche von 1.679,83 km² mit dem Hauptquartier in Cistierna.

## Gemeinden
| Gemeinde                 | Einwohner (2024) | Fläche km² | Dichte Einw./km² | Cod INE | Postleitzahl |
| ------------------------ | ---------------- | ---------- | ---------------- | ------- | ------------ |
| Acebedo                  | 184              | 50,18      | 4                | 24001   | 24996        |
| Boca de Huérgano         | 426              | 291,84     | 1                | 24020   | 24911        |
| Burón                    | 288              | 157,71     | 2                | 24025   | 24994        |
| Cistierna                | 2.905            | 97,61      | 30               | 24056   | 24800        |
| Crémenes                 | 512              | 153,12     | 3                | 24060   | 24980        |
| La Ercina                | 425              | 105,02     | 4                | 24068   | 24870        |
| Maraña                   | 111              | 33,57      | 3                | 24096   | 24996        |
| Oseja de Sajambre        | 226              | 73,31      | 3                | 24106   | 24916        |
| Posada de Valdeón        | 405              | 164,60     | 2                | 24116   | 24915        |
| Prado de la Guzpeña      | 104              | 22,94      | 5                | 24118   | 24893        |
| Prioro                   | 349              | 48,98      | 7                | 24120   | 24885        |
| Puebla de Lillo          | 654              | 171,40     | 4                | 24121   | 24855        |
| Reyero                   | 128              | 26,20      | 5                | 24129   | 24856        |
| Riaño                    | 474              | 97,63      | 5                | 24130   | 24900        |
| Sabero                   | 1.021            | 24,94      | 41               | 24137   | 24810        |
| Valderrueda              | 821              | 160,78     | 5                | 24183   | 24882        |
| Gerichtsbezirk Cistierna | 9.033            | 1.679,83   | 5                | –       | –            |